# Aérodrome de Saint-Georges-de-l'Oyapock
L'aérodrome de Saint-Georges-de-l'Oyapock (code IATA : OYP • code OACI : SOOG) est situé dans la commune de Saint-Georges-de-l'Oyapock, en Guyane, non loin de la frontière franco-brésilienne.

## Historique
Saint-Georges est desservie par la route nationale 2 depuis 2003. Auparavant la ville était isolée et donc uniquement accessible en avion. L'unique accès routier était une mauvaise piste côté brésilien que l'on atteignait après le franchissement de l’Approuague en bac. L’aérodrome de Saint-Georges n’est plus en service depuis novembre 2011, mais reste utilisable par les hélicoptères. 

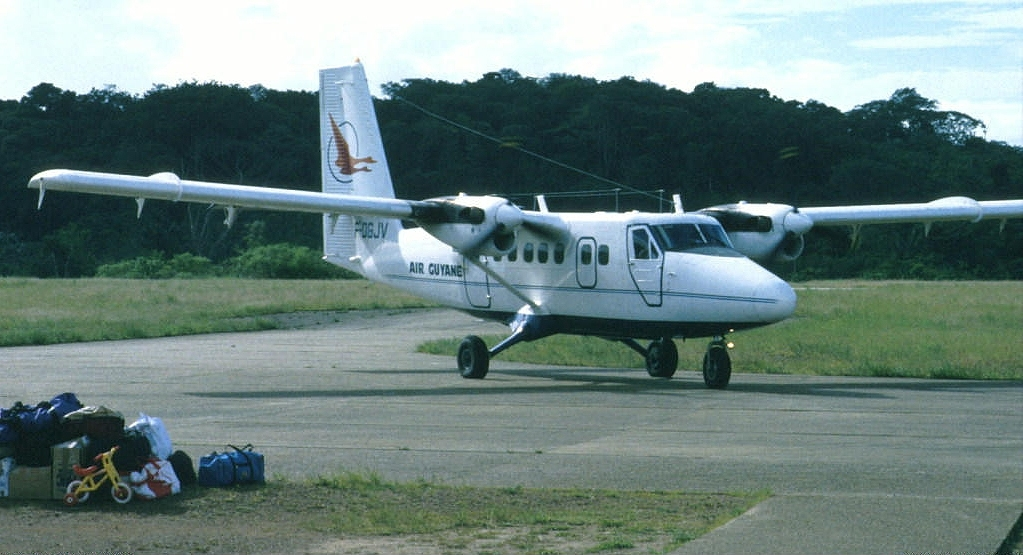
Un De Havilland Canada DHC-6-300 Twin Otter d'Air Guyane en 1990.
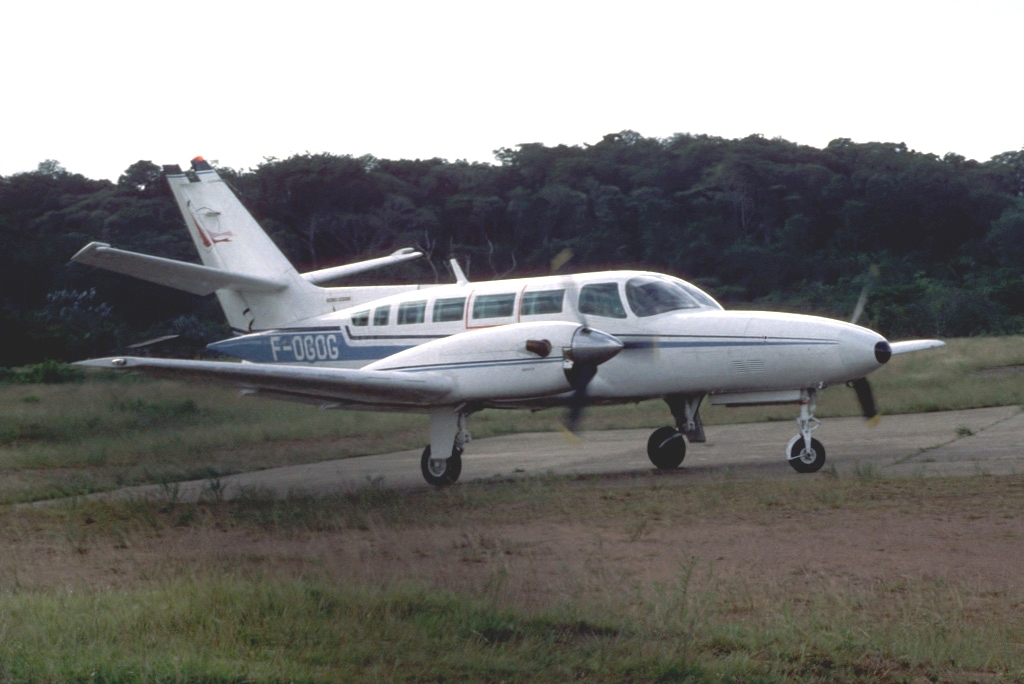
Un Reims-Cessna F406 Caravan II d'Air Guyane en 1990.

## Situation
| \| 50 km1:7 108 000 \| Cayenne Saül Saint-Laurent · du-Maroni Saint-Georges · de-l'Oyapock Maripasoula Grand-Santi Régina Camopi Saint-Élie Ouanary |
| 50 km1:7 108 000 |

## Infrastructures
Cette piste revêtue mesure entre 1 000 et 1 100 m pour environ 23 m de large.
L'aéroport comporte 1 taxiway revêtu qui mène à un petit parking.

## Statistiques
Pour des raisons techniques, il est temporairement impossible d'afficher le graphique qui aurait dû être présenté ici.

Voir la requête brute et les sources sur Wikidata.